# Замок Пико

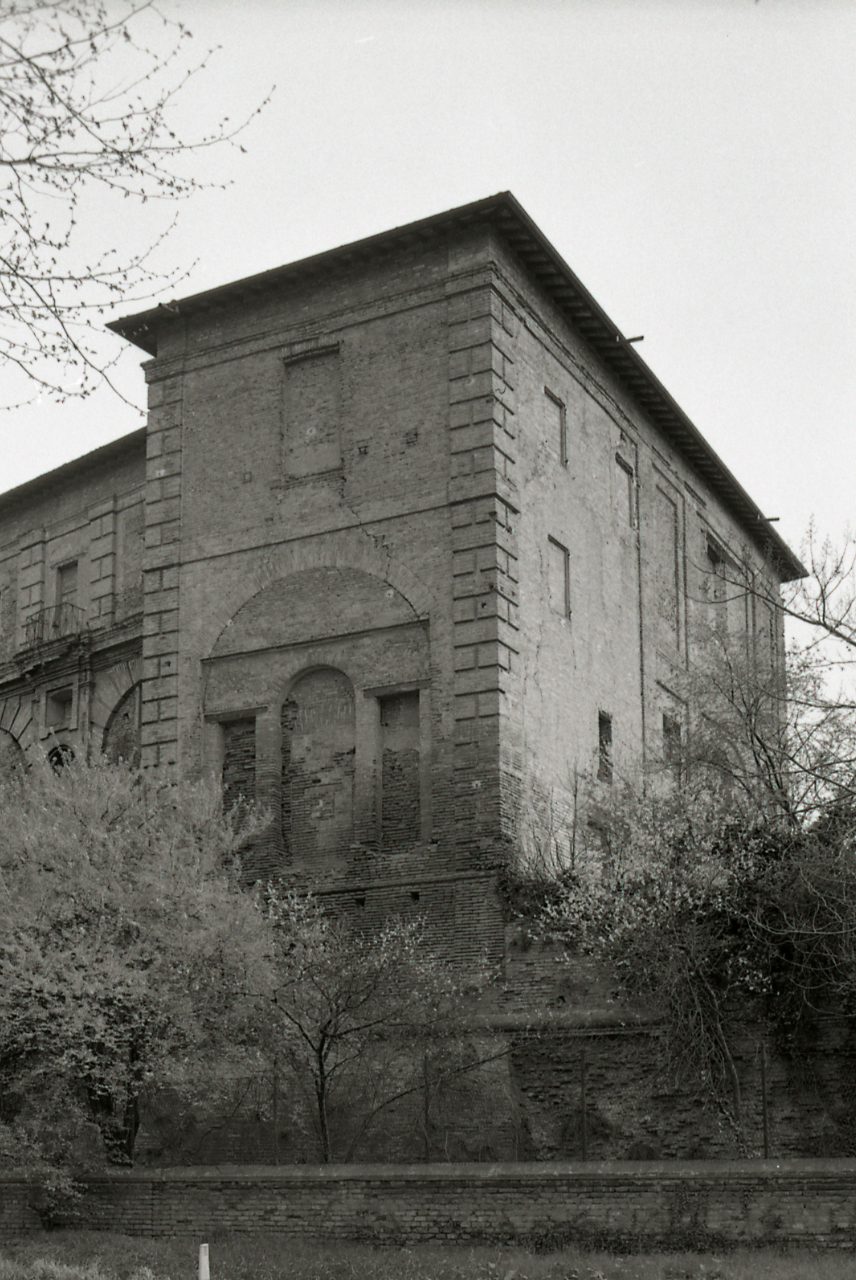
Западное крыло замка Пико (Паоло Монти, 1976)

Замок Пико (итал. Castello dei Pico) — замок в центре города Мирандола, в провинции Модена, Италия. Известный в Европе как легендарная неприступная крепость, замок принадлежал роду Пико, который правил городом в течение четырёх веков (1311—1711) и собрал в замке в эпоху Возрождения важные произведения искусства.
Замок возвышается над площадью Коституэнте и бульваром Чирконваллацьоне, который был построен на месте древних крепостных стен, снесённых в XIX веке. Долгое время замок медленно приходил в упадок, пока наконец не был восстановлен в 2006 году, но в результате землетрясений в Северной Италии 2012 года был сильно повреждён и снова оказался непригодным к эксплуатации. Замок Пико вместе с ратушей является символом города Мирандола.

## История

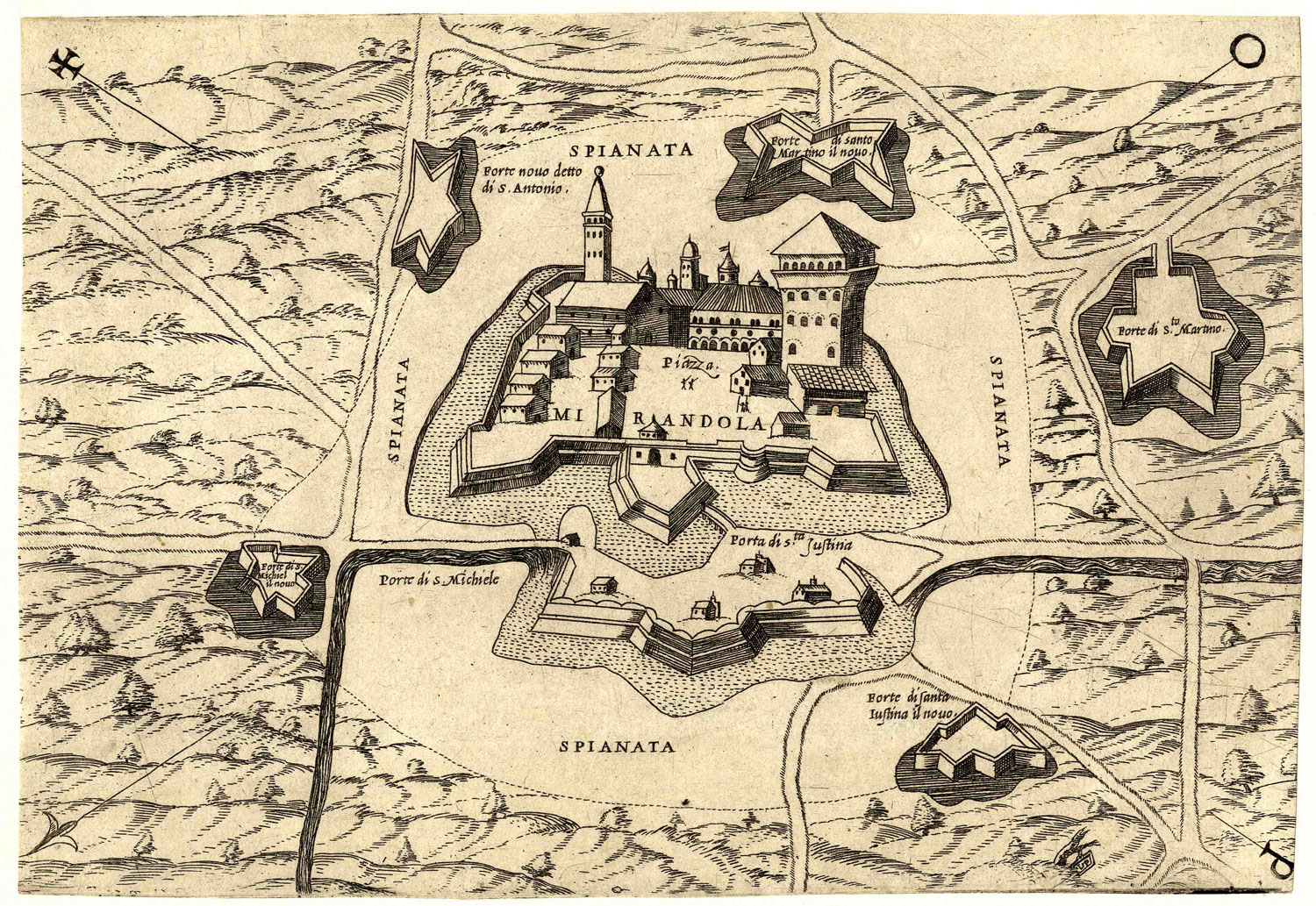
Замок Мирандола (ок. 1550)

### Происхождение
Первое свидетельство существования замка датируется 1102 годом, хотя, вероятно, примитивное поселение было в эпоху ломбардов около 1000 года.
Замок занимал стратегическую позицию на пути, соединявшем Германию с Римом, позже он был расширен и окружён рвом.

### Эпоха Возрождения
В 1500 году Джованни Франческо II Пико делла Мирандола построил массивную крепость, называемую Торрионе (итал. Torrione, букв. — «Большая Башня»), которая считалась неприступной; город был в осаде несколько раз, среди самых известных из них были осада зимой 1510—1511 годов папой Юлием II и осада 1551 года папой Юлием III.
Семья Пико получила титул герцогов в 1617 году и собирала в замке богатства до тех пор, пока он не стал одним из самых важных и роскошных дворцов в долине реки По: среди самых важных произведений искусства, собранных в крыле под названием «Новая галерея» (итал. Galleria Nuova) было несколько картин венецианцев Якопо Пальма Младшего и Санте Перанда.
В замке гостили папа Юлий II, император Леопольд I, Альд Мануций, Борсо д’Эсте и Эрколе д’Эсте, Родольфо Гонзага и император Франциск I.

### Упадок
После того, как Дом Эсте вступил во владение Мирандолой в 1711 году, город стал приходить в упадок. В 1714 году из-за взрыва хранившегося в крепости пороха разрушилась большая часть замка и серьёзно были повреждены все здания и церкви в центре города. К концу XVIII века герцоги Модены снесли многие другие части замка.

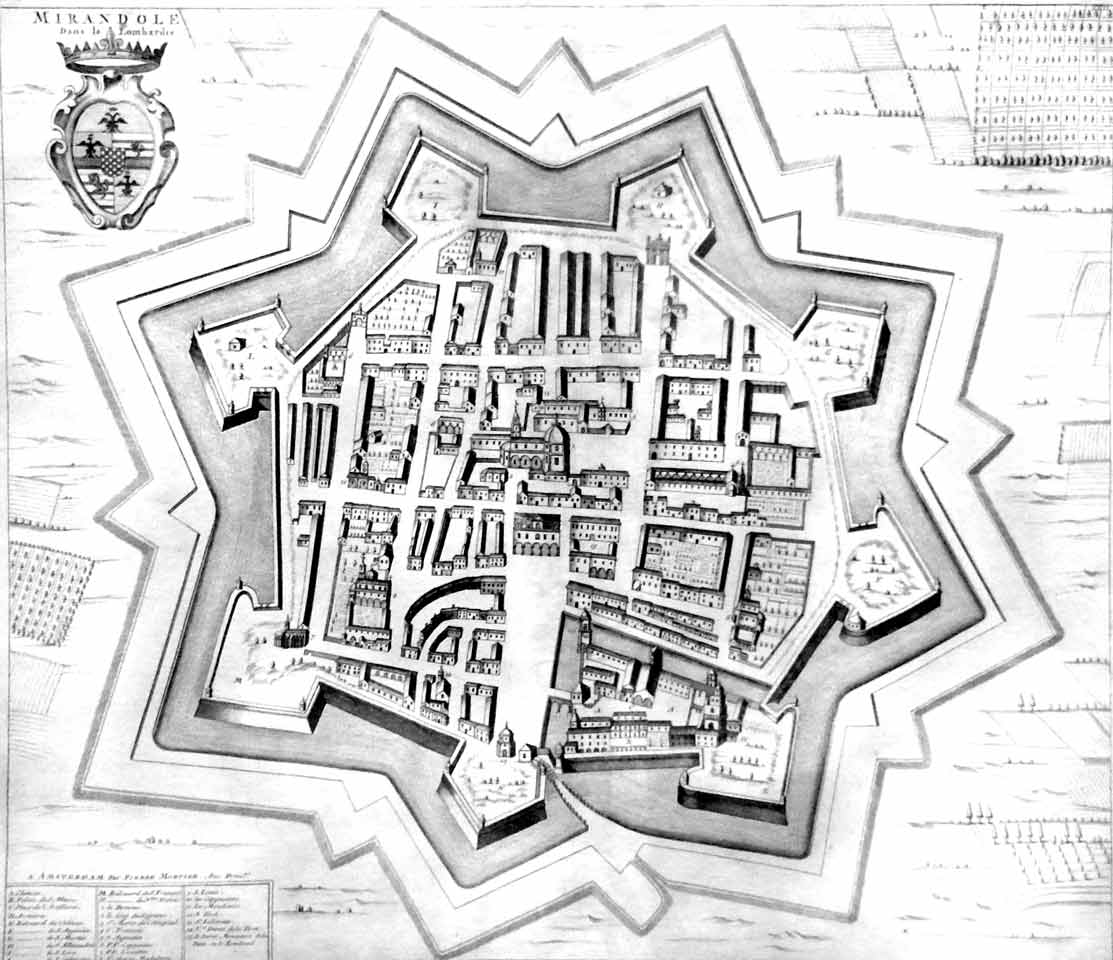
Стены Мирандолы в XVIII веке

### Современность
24 февраля 1867 года итальянское правительство установило, что укрепления Мирандолы перестали считаться фортификационным сооружением.
В начале XX века, примерно в 1930-х годах, городской совет попытался восстановить древнюю крепость замка (разрушенную пожаром в 1714 году), создав массивную неоготическую башню с видом на главную площадь. Современная башня характеризуется «ласточкиными хвостами», типичными для проимперской фракции гибеллинов.
После Второй мировой войны в замке проживало 52 семьи (около 200 человек), а залы использовались для вечеринок и карнавалов. После многих лет упадка, замок был восстановлен и вновь открыт для публики в 2006 году, с новым Городским музеем и культурным центром, включая аудиторию и выставочные залы.

### Землетрясения 2012 года
Из-за серьёзного ущерба, понесенного после землетрясения в Эмилии в 2012 году (оценивается примерно в 10 млн евро только для муниципальной собственности), замок стал практически неремонтируемым и был закрыт для туристов, несмотря на срочные работы по обеспечению безопасности. После того, как министр культурного наследия и туризма Массимо Брай пообещал вернуть историко-художественное и культурное наследие Мирандолы, в апреле 2016 года — через четыре года после землетрясения — городской совет утвердил первый план восстановления с предполагаемыми расходами на около 4 млн евро, которые выделят из бюджета региона Эмилия-Романья.
Все коллекции древних карт и золотых монет были временно переданы в хранилище банка Unicredit в Модене, в то время как все картины временно размещены в Герцогском дворце Сассуоло.

## Описание

### Герцогский дворец Мирандола

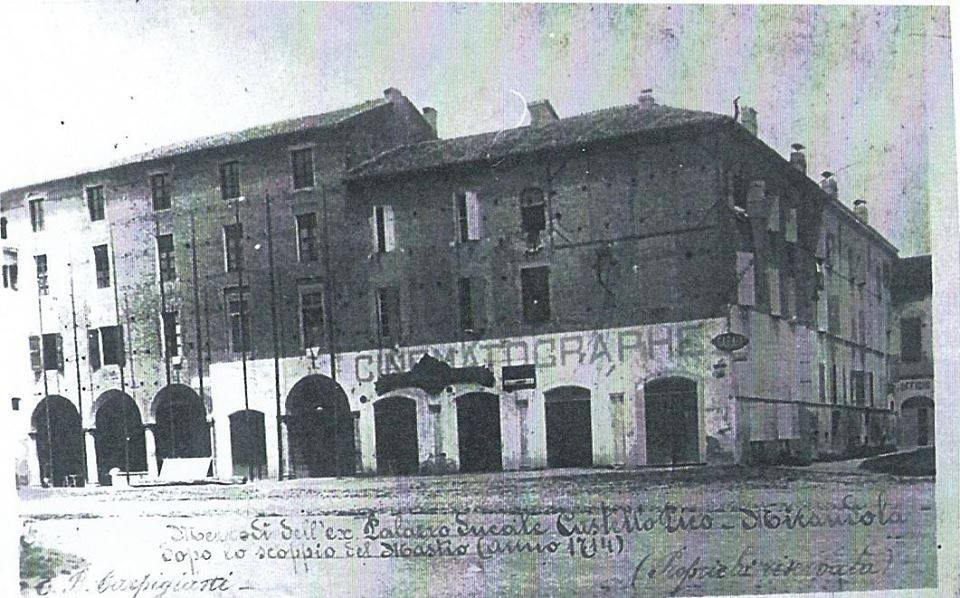
Герцогский дворец Мирандола, часть замка Пико (начало XX века)

Самая большая сохранившаяся оригинальная структура замка семьи Пико — руины Герцогского дворца, который выходит на южную сторону замка, напротив Театра Нуово. В прошлом перед дворцом, на площади Коституэнте, был расположен лошадиный рынок. Фасад характеризуется благородным портиком, опирающимся на десять колонн из розового мрамора, установленных по приказу Александра I Пико. Через арочную дверь портика можно попасть во внутренний двор и в «Galleria Nuova». В западной части здания находятся остатки бастиона XVI века, укреплённого в 1576 году Фульвией да Корреджо и соединённого с могучими стенами, защищавшими город.
На первом этаже герцогского дворца находится элегантный и величественный зал «Sala dei Carabini» с украшениями XVII века, в котором размещался городской музей.

### Тюрьмы
На первом этаже, чуть ниже уровня земли, находятся тюрьмы с толстой каменной кладкой с цилиндрическим сводом, на толстых стенах которых видны граффити и рисунки, сделанные заключенными. Рядом с тюрьмами было создано ещё одно выставочное пространство для временных выставок.

### Новая галерея

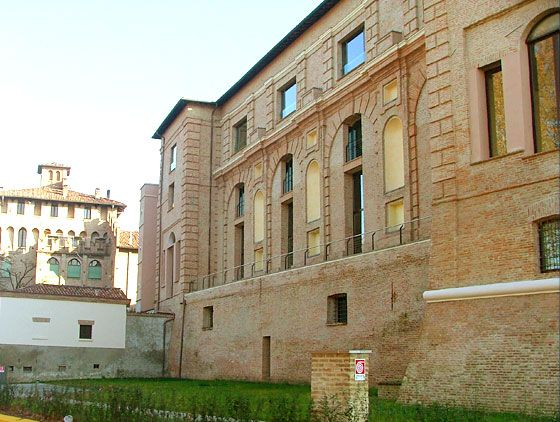
Северный фасад Новой галереи после реставрации в 2006 году. На заднем плане видна массивная крепость

Центральная часть замка состояла из великолепной «Новой галереи» (итал. Galleria Nuova), северный фасад которой был возведён князем Алессандро II Пико делла Мирандола в 1668 году. Галерея возвышалась над бульваром Чирконваллацьоне и состояла из изящной и благородной лоджии, закрытой по бокам двумя зданиями, была отделана ясенем и имела большие и гармоничные трёхсторонние серлианские окна.
Новая галерея была украшена фресками Бьяджо Фальцьери и обустроена для размещения более чем 300 произведений искусства выдающихся художников, таких как Леонардо да Винчи, Рафаэля, Караваджо, Тициана и Паоло Веронезе, приобретённых в ноябре 1688 года герцогом Алессандро II Пико у адвоката Джованна Пьетро Куртони из Вероны (1600—1656) по цене 15 000 венецианских дукатов.
Многие из этих шедевров искусства были проданы в Болонье последним герцогом Франческо Марией II Пико, жившего на вырученные таким образом средства в эмиграции, другие были утрачены в результате разрушительного взрыва башни замка в 1714 году. Некоторые работы (включая множество портретов Пико и цикл картин «Эпоха Мира» и «История Психеи» Санте Перанды) были перенесены в 1716 году в Герцогский дворец Мантуи, где находятся до сих пор. Другие произведения искусства находятся в Галерее Эстенсе в Модене.

### Башня

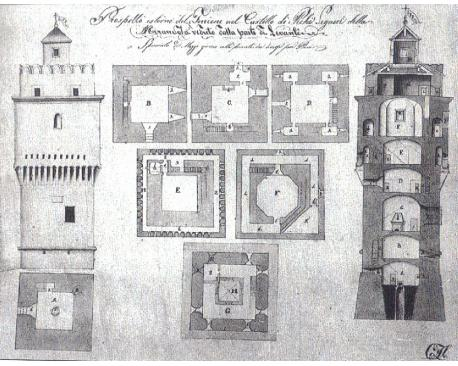
Схема башни Торрионе, разрушенной в 1714 году

Торрионе была впечатляющей башней, спроектированной Джованни Марко Канози из Лендинара (сын Лоренцо Канози) и построенной в 1499—1500 годах во время Джованни Франческо II Пико.
Башня с толщиной стен 18 футов и высотой 48 метров считалась неприступной, поскольку была полностью отделена и изолирована от замка: к ней можно было добраться только через разводной мост, расположенный на третьем этаже.

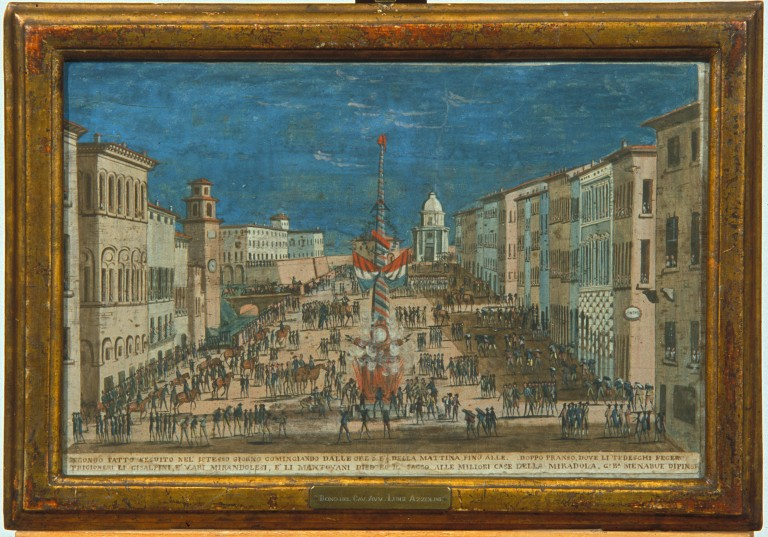
Главная площадь Мирандолы 1799 года: укрепления замка и часовая башня всё ещё видны слева

В ночь на 11 июня 1714 года во время грозы, разразившейся около 1:30, молния ударила по крыше башни, в результате чего пороховой склад, в котором находилось 270 бочек пороха, взорвался. Ударная волна нанесла очень серьёзный урон всему городу и ознаменовала начало упадка Мирандолы. Драгоценные государственные архивы герцогства Мирандола были утеряны почти полностью: легенда гласит, что жители Мирандолы в течение нескольких месяцев использовали древние бумаги семьи Пико для упаковки еды.
В 1783 году герцог Модены Эрколе III д’Эсте распорядился о снести герцогский дворец Мирандола и засыпать рвы. Вскоре после этого были снесены все остальные башни (кроме Часовой башни на главной площади) и некоторые укрепления за стенами. Другая часть городских стен была разрушена во время наполеоновских войн, в то время как окончательное исчезновение всех укреплений (стен и валов) датируется периодом с 1876 по 1896 год в результате мер по борьбе с безработицей, принятых муниципальной администрацией.

### Часовая башня

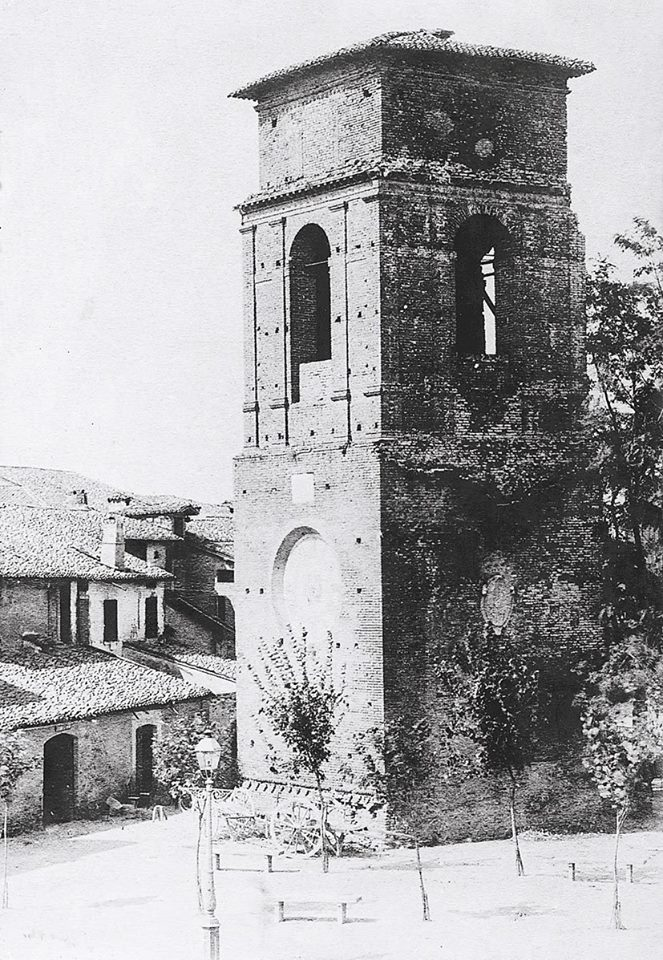
Башня с часами, снесена в 1888 году

Башня на площади (итал. Torre di Piazza), которую позже называли Башней часов (итал. Torre delle Ore) или Часовой башней (итал. Torre dell'Orologio), была расположена в крайней северо-восточной части замка и непосредственно выходила на сегодняшнюю площадь Коституэнте, следующую до Театра Нуово на углу улицы Джованни-Табаччи (итал. Giovanni Tabacchi), то есть в том месте, где располагался газетный киоск. В 1837 году мэр Мирандолы граф Феличе Чеккопьери перенёс часы с башни в ратушу Мирандолы. Башня, последнее сохранившееся сооружение после крепости Мирандолы, была разрушена в 1888 году.
До землетрясения 2012 года муниципальная администрация планировала реконструировать башню на основе старых документов в рамках возрождения исторического центра города и для «обновлённого гражданского чувства гордости и принадлежности».

### Театр Греко-Корбелли
В 1789 году граф Оттавио Греко-Корбелли (итал. Ottavio Greco Corbelli) получил герцога Эрколе III д’Эсте указ о создании современного театра в замке семьи Пико, где в то время располагалось ополчение герцогства Моденского.
С этой целью два помещения были адаптированы по проекту архитектора Джузеппе Марии Соли, образовав зал, оснащённый тремя ярусами лож и подковообразным амфитеатром. Также было подготовлено грандиозное сценическое оборудование, как того требовали театральные традиции конца XVIII века. Театр Греко-Корбелли, официально открытый 29 сентября 1791 года, приходил в упадок в последние два десятилетия XIX века, вплоть до его окончательного закрытия в 1894 году. Однако в местных хрониках описана необычайная кинематографическая проекция, сделанная 31 октября 1896 года (впервые в Италии, всего через год после первых экспериментов братьев Люмьер) изобретателем и фотографом Мирандолы Итало Паккьони, который родился именно в замке Пико в 1872 году и считается пионером итальянского кино.
Позже в бывшем театре Греко-Корбелли был открыт кинотеатр «Пико», закрытый в конце 1980-х годов.

## Выставки

### Городской музей

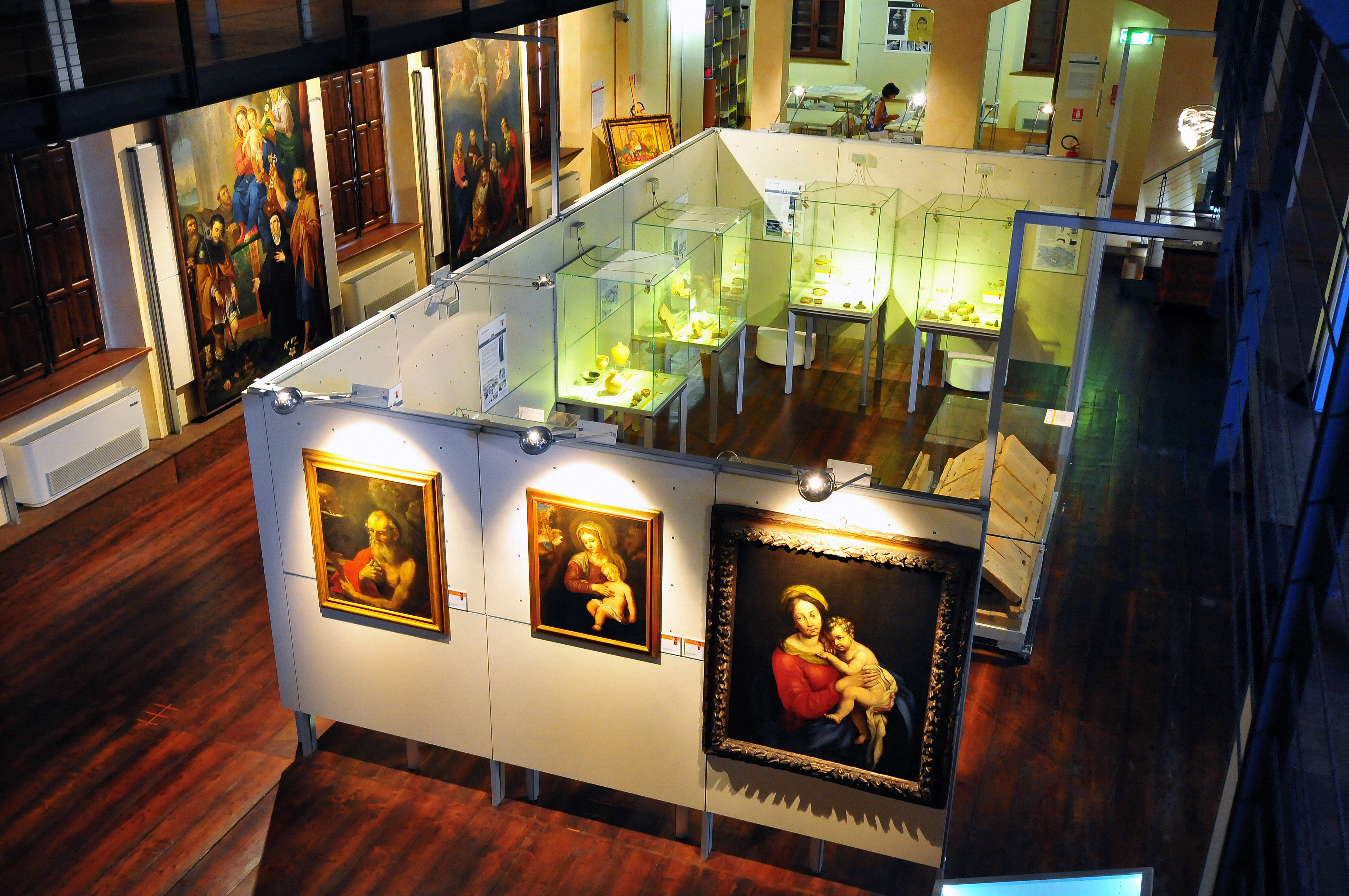
Городской музей перед землетрясением 2012 года

Основная статья: Городской музей Мирандолы
В 2006 году, после открытия замка Пико для публики, Городской музей Мирандолы (ранее находившийся в городской библиотеке «Эухенио Гарин», располагавшийся сначала на площади Джузеппе Гарибальди, а затем в бывшем иезуитском монастыре на улице Франческо Монтанари) был перестроен и разделён на 12 залов, посвящённых археологическим предметам, найденным в Мирандоле, антикварной мебели и картинам (включая прекрасную Мадонну с младенцем, приписываемым Гверчино), нумизматике (монеты монетного двора Мирандолы и медали Пизанелло и Никколо Фиорентино).
Другие разделы музея были посвящены семье Пико и принцам Дома Эсте, с древними портретами, включая драгоценный портрет Альфонса IV д’Эсте, выполненный Юстусом Сустермансом, и портретом Алессандро I Пико, написанным Санте Перандой.
Отдельная комната была посвящена знаменитому Джованни Пико делла Мирандоле, важному философу-гуманисту эпохи Возрождения, и его племяннику Джованни Франческо II Пико, литератору.
В последней части музея были выставлены многочисленные портреты политиков и писателей XIX века, а также раздел, посвящённый музыке и местному муниципальному оркестру.
В экспозицию также входили гравюры XVI—XX веков, различные предметы из общественных ломбардов и коллекция оружия и доспехов XV и XVI веков.

### Биомедицинский музей
Основная статья: Биомедицинский музей Мирандолы
С 2010 года в замке размещалась передвижная выставка «Мобилмед», в которой рассказывается о биомедицинском районе Мирандолы, который играет важную роль в экономике города. Однако после серьёзного ущерба, нанесённого землетрясением 2012 года, выставка была перенесена на улицу Одоардо Фочерини.

### Фонд Касса ди Риспармио ди Мирандола
На верхнем этаже замка находилась штаб-квартира Фонда Касса ди Риспармио ди Мирандола, в помещениях которого находилась богатая коллекция гравюр и исторических карт города Мирандола (часть фонда Джулио Чезаре Костантини) и древнее оружие герцогства Мирандола.

### Лейка Холл
На верхнем этаже находился зал Leica, где Фотографическое общество Мирандолы организовало частые выставки художественных фотографий, сделанных профессионалами и любителями фотографии и камер Leica.